# Sundsvalls sporthall
Sundsvalls sporthall, Sporthallen, är en sportanläggning i stadsdelen Västermalm i centrala Sundsvall, som invigdes 1963 och består av tre sporthallar. Här finns även simhall, utomhusbad och lokaler för boxning, brottning, budo och styrketräning/gym.
A-hallen har ca 1000 sittplatser och en VIP-loge. B-hallen är en mindre hall med 300 sittplatser. C-hallen är en mindre hall med låg takhöjd för bland annat bordtennis.
A- och B-hallen används i första hand av kommunens föreningar inom innebandy, basket, handboll, badminton och volleyboll men kan även användas för andra evenemang, konserter och mässor. 
Tidigare fanns även en bowlinghall i arenan.

## Simhall och äventyrsbad
I direkt anslutning till Sporthallen byggdes år 2010 äventyrsbadet Himlabadet och 2018 ersattes den gamla simhallen (Sporthallsbadet från 1971) med en ny.

## Hyresgäster och evenemang
Sundsvalls simsällskap, med flera framgångsrika simmare genom åren, tränar här och har arrangerat SM-tävlingar både inomhus och utomhus. I lokalerna huserar även brottningsklubben Sundsvalls AIK och Sundsvalls boxningsklubb (som arrangerat flera boxningsgalor i hallen). 
Sporthallen var också hemmaplan för Sundsvall Dragons (1993-2016), som vann dubbla SM-guld i herrbasket, damlaget Sundsvall Saints (2005-2010), liksom för IBK Sundsvall och Granlo BK under deras sejourer i högsta serien i innebandy (1990-talet respektive 2010-talet). Numera heter hemmalagen i hallen bland annat Sundsvall FBC, Sundsvalls IBF och KFUM Sundsvall Basket.
Sporthallen var en av arenorna under SM-veckan i Sundsvall 2011, 2015 och 2019 och bordtennisturneringen SOC arrangerades här 1991 och 1998.
Flera konserter har arrangerats i arenan, bland andra Toto, Motörhead, Europe, Marie Fredriksson, Kent och The Ark.
1989 användes hela anläggningen för tv-galan Röda fjädern i SVT. Den då största direktsändningen som genomförts utanför storstäderna i Sverige var hela sex timmar lång och samlade in pengar till Radiohjälpen för astma- och allergiforskning med artister som Jan Malmsjö, Lena Philipsson, Lars Roos, Lasse Lönndahl, Sissel Kyrkjebø, Kjerstin Dellert, Åsa Jinder, Mats Ronander, Cyndee Peters, Kikki Danielsson, Björn Afzelius, Jakob Hellman, Sofia Källgren, Roger Pontare, Lisa Nilsson, Triple & Touch, Tommy Körberg, Louise Hoffsten, Benny Andersson och Orsa spelmän, Carola Häggkvist och Christer Sandelin samt programledarna Kjell Lönnå och Birgitta Sandstedt.
1984 möttes Mats Wilander och Joakim Nyström i en uppvisningsmatch i tennis.
1982 höll Svenska kyrkan Allmänna kyrkliga mötet i Sporthallen med ärkebiskop Olof Sundby och kung Carl XVI Gustaf på plats.
1965 gästade boxaren Muhammad Ali Sporthallen för en uppvisningsmatch.
1963 spolades en isbana upp i sporthallen för isföreställningen Holiday On Ice.

## Fasadmålning
Fasadmålningen ovanför entrén tillkom 1966 och är en 30 meter lång sgraffitomålning av konstnären Pierre Olofsson som heter ”Lek med bollar”.